# Modroriti spremljevalec
Modroriti spremljevalec (znanstveno ime Anax parthenope) je vrsta raznokrilih kačjih pastirjev iz družine dev, razširjena v južnem delu Evrope, Severni Afriki in Srednji ter Južni Aziji.

## Opis
Je razmeroma velik kačji pastir, odrasli dosežejo 62 do 75 mm v dolžino, od tega 46 do 53 mm zadek, kar je le malo manj od velikega spremljevalca. Telo je rjavkasto obarvano, z zelo vpadljivim modrim »sedlom« pri samcih – obarvano zgornjo in stransko površino prvih dveh členov zadka ter zelenkastimi očmi. Med oprsjem in sedlom imajo ozek rumen obroč. Podobno obarvanost ima afriški minljivec, ki pa je manjši in bolj gracilen, nekateri osebki modroritega spremljevalca pa imajo tudi modrikasto osnovno obarvanost, zaradi česar spominjajo na velike spremljevalce.
Od velikega spremljevalca ga lahko ločimo tudi po tem, da drži zadek v letu bolj naravnost in da samec ostane pritrjen na samico v tandem med odlaganjem jajčec.

## Habitat in razširjenost
Vrsta se razmnožuje v večjih neosenčenih vodnih telesih, ki so lahko tudi polslana (brakična), kot so večja jezera in ribniki, pa tudi umetne lagune v peskokopih ipd. Voda je lahko stoječa ali počasi tekoča, bregovi pa goli ali zaraščeni, predvsem je pomembna odprta gladina brez plavajočega rastja. Pogosto se pojavlja skupaj z velikim spremljevalcem, ki pa v povprečju preferira nekoliko manjša vodna telesa.
Vrsta je najpogostejša v Zahodni in jugozahodni Evropi, redkejša pa je na Balkanu in tudi sicer v vzhodnejših delih celine. Od 1990. let je opazno pomikanje meje območja razširjenosti proti severu, tako da se v manjšem številu razmnožuje tudi denimo na Britanskem otočju in na Nizozemskem. Poleg tega poseljuje Severno Afriko vključno z Madeiro in Kanarskimi otoki na zahodu, proti vzhodu pa se območje razširjenosti razteza prek Bližnjega vzhoda do Indijske podceline in zahoda Mongolije ter Kitajske v Srednji Aziji. Na vzhodu Azije jo nadomesti bližnje sorodna vrsta Anax julius, ki jo prepoznamo po zelenem oprsju ter nekaterih drugih znakih in je nekoč veljala za podvrsto modroritega spremljevalca.
V Sloveniji je izven alpskega sveta splošno razširjen, a redek, prisoten tudi v zelo degradiranih habitatih, kot so vodni zadrževalniki in glinokopi. Skoraj nikoli se ne pojavlja na istem kraju in v istem času kot veliki spremljevalec.